# Liste der Bodendenkmale in Rothenburg/Oberlausitz
In der Liste der Bodendenkmale in Rothenburg/Oberlausitz sind die Bodendenkmale der Gemeinde Rothenburg/Oberlausitz und ihrer Ortsteile nach dem Stand der Auflistung von Harald Quietzsch und Heinz Jacob aus dem Jahr 1982 aufgelistet. Eventuelle Änderungen und Ergänzungen, insbesondere aus der Zeit nach der Wende, sind nicht berücksichtigt, da für Sachsen aktuell keine neueren allgemein zugänglichen Bodendenkmallisten vorliegen. Die Baudenkmale sind in der Liste der Kulturdenkmale in Rothenburg/Oberlausitz aufgeführt.
| Denkmal-ID | Fundart            | Ortsteil                     | Bezeichnung                 | Zeitstellung    | Lage | Bemerkungen | Bild |
| ---------- | ------------------ | ---------------------------- | --------------------------- | --------------- | --- | --- | ---- |
| ?          | Befestigung > Wall | Lodenau, Neusorge, Steinbach | Langwall „Drei Gräben“      | Spätmittelalter | nordnordwestlich von Neusorge zwischen Straße und Frauenteich, westlich von Steinbach, vom südlichen Waldrand bis südöstlich des Hirschs | zwei- bis dreifache Wall- und Grabenzüge, auf einer Strecke von ca. 2,5 km sind vier Teilabschnitte auf dem Gebiet der Gemarkungen Lodenau, Neusorge und Steinbach erhalten, Schutz seit 18. Mai 1951, erneuert 13. Juli 1956 |      |
| ?          | Befestigung > Burg | Nieder-Neundorf              | Wallanlage „Vaterunserberg“ | Frühe Eisenzeit | nordwestlich des Orts zwischen der Straße und der Terrassenkante der Neißeniederung                                                      | Ringwall als Kantenbefestigung, oberflächlich verebnet, Schutz seit 20. Juni 1954, erneuert 13. Juli 1956 |      |